# Hieroglyphus concolor
Hieroglyphus concolor är en insektsart som först beskrevs av Walker, F. 1870.  Hieroglyphus concolor ingår i släktet Hieroglyphus och familjen gräshoppor. Inga underarter finns listade i Catalogue of Life.